# Серафим (Голубятніков)
Єпископ Серафим (в миру Сергій Георгійович Голубятніков; 1856, Задонський повіт, Воронезька губернія — 1921) —  український релігійний діяч доби Російської імперії (1908-1914). Єпископ Російської православної церкви (безпатріаршої), єпископ Подільський і Брацлавський РПЦ. Також педагог в Слобідській Україні. 
Жертва російського більшовизму. 

## Біографія
Народився в 1856 році в Задонському повіті Воронезької єпархії в сім'ї священика.
Коли йому виповнилося дев'ять років, батько вирішив віддати сина в училище, але через малий зріст і слабке здоров'я Сергій Голубятніков був прийнятий в училище лише через два роки, в 1867 році.
Після закінчення училища поступив у Воронезьку духовну семінарію.
Несподівано помер його батько, залишивши велике сімейство абсолютно без коштів, через що Сергій не зміг продовжити освіту на медичному факультеті.Він залишився не лише без батька, а й без мудрого керівника і порадника.
У 1879 році закінчив духовну семінарію і призначений вчителем Новосетінського народного училища Острогозького повіту Воронезької губернії.
З 1880 року в Большинському народному училищі Області Війська Донського.
З 26 вересня 1880 року - псаломщик Большинської Різдва Христового церкви.
2 серпня 1881 висвячений на священика до Миколаївської церкви селища Балабінського Донської області. Через чотири роки призначений настоятелем храму на Турівський хутір.
У 1890 році овдовів. Важко переживав смерть дружини.
У 1895 році він вступив до Московської духовної академії, яку закінчив у 1899 році зі ступенем кандидата богослов'я за твір «Церковні собори у справі виправлення богослужбових книг і обрядів при Патріархові Никоні».
9 жовтня 1899 пострижений у чернецтво з ім'ям Серафим і 25 жовтня призначений скарбником Чудова монастиря.
З 11 травня 1900 року був настоятелем Московського Високо-Петровського монастиря і спостерігачем за школами в сані архімандрита.
13 грудня 1904 призначений і 2 січня 1905 року в Успенському соборі в міста Москви хіротонізований на єпископа Можайського, четвертого вікарія Московської єпархії. Чин хіротонії здійснювали: митрополит Московський Володимир (Богоявленський), єпископ Волоколамський Євдоким (Мещерський), єпископ Серпуховський Никон, єпископ Балахнінський Ісидор і єпископ Натанаїл, керуючий Спасо-Андронієвський монастирем.
З 9 липня 1906 року - третій вікарій і настоятель Звенигородського Саввіно-Сторожевського монастиря.
У Москві став учасником монархічного руху, підтримував діяльність, спрямовану на боротьбу з революцією.
З 15 лютого 1908 року - єпископ Подільський і Брацлавський.
У 1911 році організував масове паломництво до Почаївської Лаври, в якому взяло участь 20 000 чоловік і йшов разом з народом 200 верст на поклоніння «цілющій стопі Її».
З 20 березня 1914 року - єпископ Єкатеринбурзький і Ірбітський.
2 березня 1917 виголосив в Богоявленському кафедральному соборі проповідь, в якій засудив чутки про зречення Миколи II і запропонував не визнавати ніякого іншого уряду. У промові єпископа Серафима, зокрема, говорилося: «Купка бунтарів окаянних знахабніла до того, що наважилася зазіхнути на священні права помазаника Божого, нашого царя-батюшку. <...> Помремо ж за царя! ».
10 травня 1917 за свої монархічні переконання і засудження лютневої революції єпархіальним з'їздом духовенства був вигнаний з єпархії. На вимогу Тимчасового уряду посаджений під домашній арешт, тимчасово керуючим єпархією був призначений вікарний єпископ Серафим (Александров).
У травні 1917 року звільнений на спокій з призначенням місцеперебування в Московському Новоспаському монастирі.
Новоспаський монастир був перероблений більшовиками в катівню на початку січня 1918 року, причому першим в'язнем його став настоятель закритого монастиря — єпископ Серафим. Очевидно там він і загинув у 1921 році.